# 사토 치아키
사토 치아키(일본어: 佐藤千亜妃, 1988년 9월 20일 ~ )는 일본의 가수, 전직 배우이다.

## 이력

### 배우로서
2004년 제29회 호리프로 탤런트 스카우트 캐러밴에서 그랑프리를 수상한 것을 계기로 배우로서 활동을 시작했으며, 데뷔작은 후지TV의 심야드라마인 <푸른 하늘 사랑하는 별>이다.

### 가수로서
록 밴드 키노코 테이코쿠의 멤버로 밴드 내에서 기타 및 보컬을 담당하면서 대부분의 곡을 작사·작곡하고 있으며, 쿠가츠하즈카무 명의로 솔로 활동을 동시에 하고 있다.
2007년 대학 동창생들과 함께 키노코 테이코쿠를 결성하여 2008년부터 본격적인 라이브 활동을 전개하였고, 2012년 UK.PROJECT를 통해 키노코 테이코쿠의 멤버로서 첫 미니앨범 《渦になる(소용돌이가 된다)》를 발매하며 데뷔했다.
2010년 솔로 활동 시의 예명과 동일한 제목의 앨범 《クガツハズカム(쿠가츠하즈카무)》를 발매하면서 솔로 활동을 시작했으며, 2012년에는 후지 록 페스티벌의 미니 스테이지인 모쿠도테이(木道亭)에 단독으로 출연하기도 했다. 첫 솔로 앨범인 《クガツハズカム(쿠가츠하즈카무)》는 500장 한정으로 발매되어 공연장에서 판매되었으며, 앨범 수록곡 중 일부는 이후 키노코 테이코쿠의 앨범에 새롭게 편곡된 형태로 수록되었다.

## 인물
- 이와테현 모리오카시 출신이며 혈액형은 B형이다.
- 시라유리 학원, 야쿠모가쿠엔고등학교, 릿쇼 대학을 졸업했다.
- 취미는 스포츠, 음악, 독서이다.
- 중·고등학교 시절에는 농구부와 육상부에 소속되어 있었다.
- 서예 급수는 2단이다.
- 좋아하는 문구는 록 밴드 범프 오브 치킨의 노래 <Supernova>의 가사 중 일부인 "어떤 존재든 세상에서는 별 것 아니지만 누군가의 세상은 그것이 있기에 만들어질 수 있다"이다.

## 출연

### TV드라마
- 디비전 1 스테이지 11 <푸른 하늘 사랑하는 별> (2005년 3월, 후지TV) - 사노 시오리 역
- 붉은 운명 (2005년 10월, TBS) - 요시노 이즈미역
- 착신아리 (2005년 10월~12월, TV아사히) - 마쓰시타 사야카 역
- 아버지에게 연주하는 멜로디 (2005년 11년 30일, NHK) - 노나미 카나 역
- 마이 보스 마이 히어로 (2006년 7월~9월, 니혼TV) - 오쿠모토 유키노 역
- 실제로 있었던 무서운 이야기 여름 특별편 2006 6번 방 (2006년 8월 22일, 후지TV) - 다나카 유키 역
- 여자 아나운서 직선! (2007년 7월~9월, TV도쿄) - 쿠스모토 미키 역
- 퍼즐 (2008년 4월~6월, TV아사히) - 다카무라 미치루 역
- 소름 5 ~ 밤을 새는 당신에게 오싹한 이야기를 제4화 <배달되는 불쾌한 요인과 결론> (2009년 3월 30일, 후지TV)
- 대디, 대디? ~연애소설가 이자키 류노스케~ 제 4, 5화 게스트 (2009년 8월, TV아사히) - 이시이 유나 역
- 있을 리가 없어! 제 8화 (2010년 3월 3일, 마이니치 방송)
- 호타루의 빛 2 (2010년 7월~9월, 니혼TV) - 쓰바키 하루노 역
- 환야 (2010年11월~2011년 1월, WOWOW) - 이이즈카 치에 역

### 다큐멘터리
- 금요 프레스티지 - 무너진 뇌、생존하는 지(知)（2007년 1월, 후지TV）

### 영화
- 붕대 클럽 (2007년 9월) - 아시자와 리스키 역
- 킹 게임 (2010년 8월) - 하치오지 역
- 연애허곡 ~나와 사랑에 빠져주세요~ (2010년 9월) - 가토 미치코 역

## 관련 사이트
- 키노코 테이코쿠 공식 사이트 보관됨 2021-03-27 - 웨이백 머신
  - 키노코 테이코쿠 트위터
  - 키노코 테이코쿠 인스타그램